# Archaefructus
Genre
Espèces de rang inférieur
- † Archaefructus eoflora
- † Archaefructus liaoningensis
- † Archaefructus sinensis

Classification APG II (2003)
Archaefructus est un genre éteint de plantes du biote de Jehol, découvert dans la province du Liaoning dans l'est de la Chine, dans la formation géologique d'Yixian datée du Crétacé inférieur.
Il s'agit d'un des plus anciens restes fossiles de fleurs connus selon les paléobotanistes, une théorie divise selon laquelle Archaefructus était proche des premières plantes à fleurs et d'autres suggèrent qu'elles faisaient partie des angiospermes spécialisés pour se développer dans l'eau.